# Mark Lanegan
Mark William Lanegan (ur. 25 listopada 1964 w Ellensburgu, zm. 22 lutego 2022 w Killarney) – amerykański muzyk, kompozytor, wokalista i autor tekstów.
W latach 1985–2000 frontman zespołu Screaming Trees. Od 2000 do 2014 członek grupy Queens of the Stone Age, natomiast od 2003 do 2011 występował w duecie z Gregiem Dullim w formacji The Gutter Twins. Lanegan współpracował również z takimi artystami i wykonawcami, jak Mad Season, Isobel Campbell oraz Soulsavers. Posiadał charakterystyczny barytonowy głos, który przez Matta Murphy’ego został określony jako „chropowaty jak trzydniowy zarost, a jednocześnie miękki i giętki jak skóra na mokasynach”.

## Młodość
Pochodził z dysfunkcyjnej rodziny, wcześnie zaczął zażywać narkotyki. Był również aresztowany i trafił do więzienia za przestępstwa związane z narkotykami.

## Kariera muzyczna

### Kariera solowa[3]
W 1990 wydał swój pierwszy solowy album, The Winding Sheet. Kolejne solowe albumy artysty to:
- Whiskey for the Holy Ghost (1994)
- Scraps at Midnight (1998)
- I'll Take Care of You (1999)
- Field Songs (2001)
- Bubblegum (2004)
- Blues Funeral (2012)
- Imitations (2013)
- Phantom Radio (2014)
- Gargoyle (2017)
- Somebody's Knocking (2019)

### Screaming Trees (1984–2000)
Wraz z Garrym Lee Connerem, Vanem Connerem i Markiem Pickerelem (który później został zastąpiony przez Barreta Martina) założył zespół Screaming Trees w 1985 Zespół wydał 8 albumów studyjnych, 5 kompilacji oraz 7 singli i minialbumów, rozpadł się w 2000. Lanegan był członkiem grupy przez cały okres jej istnienia.

### Queens of the Stone Age (2000–2014)
Od 2000 działał również w Queens of the Stone Age. W 2000 wystąpił jako wokalista na albumie Rated R. Inne albumy zespołu nagrane z wokalem Lanegana to: Songs for the Deaf, Lullabies to Paralyze, Era Vulgaris oraz …Like Clockwork.

### The Gutter Twins (2003–2009)

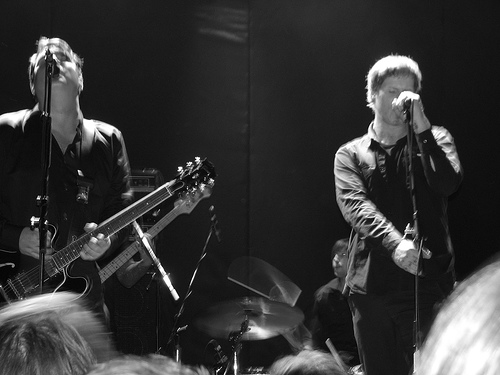
The Gutter Twins w 2008

W 2003 podjął współpracę z Gregiem Dulli, wokalistą The Afghan Whigs oraz The Twilight Singers, tworząc tym samym projekt The Gutter Twins. Duet wydał album Saturnalia w 2008 Projekt od 2009 jest zawieszony.

### Współpraca zIsobel Campbell(2004–2013)

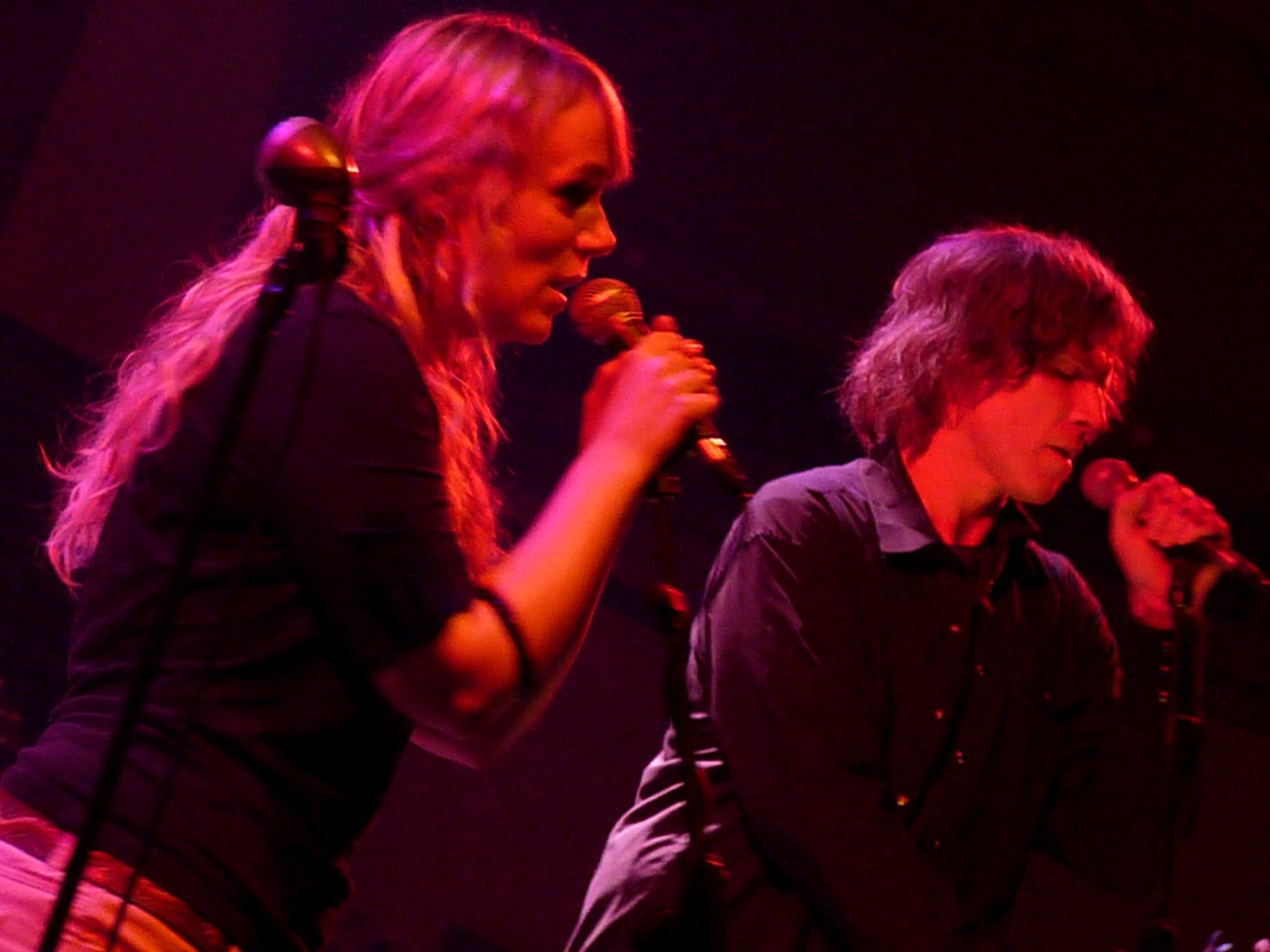
Mark Lanegan z Isobel Campbell – 2010

W 2004 artysta podjął współpracę z szkocką wokalistką Isobel Campbell. W kwietniu tego roku artystka wydała minialbum Time Is Just the Same. Lanegan jest autorem utworu Why Does My Head Hurt So?. Utwór został nagrany z jego wokalem. 2 lata później, w 2006, wspólnie wydali album Ballad of the Broken Seas. Drugim wspólnym albumem wydanym przez artystów był Sunday at Devil Dirt (2008). Ostatnim albumem artystów, wydanym wspólnie, był Hawk – 2010. W 2013 oficjalnie zakończyli współpracę.

### Współpraca z innymi artystami oraz inne projekty[3]
Na początku lat 90. artysta współpracował m.in. z Kurtem Cobainem, z którym, wraz z Markiem Pickerelem oraz Kristem Novoselicem, stworzył projekt Leadbelly, który w założeniu miał wydać płytę inspirowaną brzmieniami Leadbelly'ego. Projekt jednak szybko się rozpadł. Lanegan wykorzystał nagrany przez nich utwór Where Did You Sleep Last Night w swoim pierwszym solowym albumie.
W latach 1994–1995 współpracował z supergrupą Mad Season, wystąpił na albumie Above.
Po wydaniu trzeciego solowego albumu (Scraps at Midnight) Lanegan często podejmował współpracę innymi artystami. Przyczynił się do powstania tribute albumów honorujących Willie Nelsona oraz Skip Spence. Wystąpił również na debiutanckim albumie Mike Watta – Ball-Hog or Tugboat?.
W 2007 wystąpił na albumie It's Not How Far You Fall, It's the Way You Land zespołu Soulsavers.
W 2013 nagrał płytę z Duke'm Garwoodem pt. Black Pudding. Następne wydanie duetu ukazało się w 2018 (With Animals).
W 2015 współpracował z producentami oraz innymi artystami (takimi jak np. Moby, UNKLE czy Mark Steward) przy wydaniu albumu A Thousand Miles of Midnight: Phantom Radio Remixes, który zawiera remiksy utworów z jego płyty Phantom Radio.
W 2022, już po jego śmierci, ukazała się piosenka ''Oh Angel'' zespołu Polskie Znaki, którą zaśpiewał Lanegan.

## Książki
W 2017 wydał książkę pt. I Am the Wolf: Lyrics & Writings.
Pierwsza autobiografia artysty, zatytułowana Sing Backwards and Weep ukazała się 28 kwietnia 2020